# Dornava
 Dornava  est une commune située dans la région du Basse-Styrie en Slovénie.

## Géographie
La commune est située au nord-est de la Slovénie à moins de 10 km à l’est de la ville de Ptuj. La zone fait partie du bassin de la rivière Drave.

### Villages
Les villages qui composent la ville sont Bratislavci, Brezovci, Dornava, Lasigovci, Mezgovci ob Pesnici, Polenci, Polenšak, Prerad, Slomi, Strejaci, Strmec pri Polenšaku et Žamenci.

## Démographie
Entre 1999 et 2021, la population de la commune est restée relativement stable avec une population légèrement inférieure à 3 000 habitants,.
Évolution démographique
| 1999  | 2000  | 2001  | 2002  | 2003  | 2004  | 2005  | 2006  | 2007  |
| ----- | ----- | ----- | ----- | ----- | ----- | ----- | ----- | ----- |
| 2 652 | 2 671 | 2 648 | 2 668 | 2 655 | 2 653 | 2 680 | 2 690 | 2 688 |
| 2008  | 2009  | 2010  | 2011  | 2012  | 2013  | 2014  | 2015  | 2016  |
| 2 710 | 2 954 | 2 938 | 2 932 | 2 970 | 2 907 | 2 892 | 2 916 | 2 882 |
| 2017  | 2018  | 2019  | 2020  | 2021  |       |       |       |       |
| 2 905 | 2 885 | 2 892 | 2 902 | 2 896 |       |       |       |       |